# PGC 10821
LEDA/PGC 10821 ist eine Elliptische Galaxie vom Hubble-Typ E3 im Sternbild Widder auf der Ekliptik. Sie ist schätzungsweise 341 Millionen Lichtjahre von der Milchstraße entfernt und hat einen Durchmesser von etwa 70.000 Lichtjahren. Gemeinsam mit NGC 1117 bildet sie das gebundene Galaxienpaar KPG 80.
Im selben Himmelsareal befinden sich u. a. die Galaxien NGC 1112, NGC 1115, NGC 1116, NGC 1127.